# Ліберально-конституційна партія (Єгипет)
Ліберально-конституційна партія (араб. حزب الاحرار الدستوريين Ḥizb al-aḥrār al-dustūriyyīn) – єгипетська політична партія, заснована 1922 року групою вихідців з партії Вафд.

## Історія
Партію було засновано 1922 року під час зборів під керівництвом Адлі Якана-паші, а за якийсь час було започатковано друкований орган партії – газету «аль-Сіяса» («Політика»). До лав партії також долучились такі члени партії Вафд, як Мухаммед Махмуд-паша, Мухаммед Хусейн Гайкал та Алі Махір.
Ліберально-конституційна партія була розпущена, як і решта політичних партій Єгипту, після Державного перевороту 1952 року.

## Лідери партії
- 1922—1933 – Адлі Якан-паша
- 1933—1941 – Мухаммед Махмуд-паша
- 1941—1952 – Алі Махір

## Результати виборів
| Палата представників |                            |           |               |        |                      |
| Рік виборів          | місце за кількістю голосів | % голосів | здобуто місць | +/–    | Лідер                |
| 1926                 | 2                          |           | 30 / 215      | Вперше | Адлі Якан-паша       |
| 1936                 | 2                          |           | 17 / 232      | ▼ 13   | Мухаммед Махмуд-паша |
| 1942                 | 2                          |           | 4 / 264       | ▼ 13   | Алі Махір            |
| 1945                 | 2                          |           | 74 / 264      | ▲ 70   | Алі Махір            |
| 1950                 | 3                          |           | 26 / 319      | ▼ 48   | Алі Махір            |